# Michele Ferrero
Michele Ferrero (ur. 26 kwietnia 1925 w Dogliani, zm. 14 lutego 2015 w Monako) – włoski przedsiębiorca, najbogatszy Włoch.

## Życiorys
Michele Ferrero urodził się 26 kwietnia 1925 roku w Dogliani. Od 1946 roku był sprzedawcą w fabryce słodyczy należącej do jego ojca, Pietro Ferrero, który w 1940 roku postanowił rozpocząć produkcję w przystępnej cenie słodyczy wzorowanych na  gianduiotto, czyli masie z orzechów, cukru i kakao. W celu obniżenia ceny wyrobu Pietro Ferrero opracował przepis o mniejszej zawartości kosztownego kakao i większej tanich orzechów i oleju. Sprzedawana od 1946 roku Pasta Gianduja zyskała w zniszczonych wojną Włoszech dużą popularność. W tym samym roku powstała firma Ferrero SpA, w której wspólnikami zostali bracia Giovanni i Pietro Ferrero oraz syn tego ostatniego, Michele. Początkowo wyrób sprzedawali wyłącznie hurtowo, ale szybko przeszli do sprzedaży detalicznej, a już w 1948 roku przeniesiono produkcję do nowocześniejszej fabryki. W 1949 roku wprowadzono opracowany w firmie krem Supercrema Gianduja, który łatwiej dało się rozsmarować. W 1954 pasta zmieniła nazwę na Nutella, gdyż prawo zabraniało używania przedrostka „super”. Nowa nazwa, pochodząca z języka angielskiego miała podkreślać wykorzystanie orzechów i umożliwić eksport.
Michele Ferrero przejął kontrolę nad firmą w latach 1950, po śmierci ojca i stryja i rozpoczął ekspansję międzynarodową. Początkowo jego wyrób sprzedawany był pod różnymi nazwami, ale od 1964 roku marka Nutella zaczęła wypierać lokalne nazwy. Problemem dla firmy stała się ekspansja na rynek amerykański, gdzie pasty czekoladowe były już obecne. Ferrero rozpoczęło sprzedaż w USA od drażetek Tic Tac. W 1968 roku rozpoczęła się sprzedaż produktów dla dzieci pod marką Kinder. W latach 1970. i 1980. firma rozpoczęła ekspansję w Azji i Oceanii i wprowadziła pralinki Ferrero Rocher, a w 1974 roku w jajka niespodzianki Kinder Surprise.
Od 1997 roku zarządzanie firmą przejęli synowie Michele, Pietro Jr. i Giovanni (ten pierwszy zmarł w 2011 roku). W rankingu magazynu „Forbes” Michele Ferrero został uznany najbogatszym Włochem i 22. najbogatszym człowiekiem na świecie, a jego majątek wyceniono na 26,5 mld dolarów.
Zmarł 14 lutego 2015 roku w Monako.